# Podomyrma tricolor
Podomyrma tricolor är en myrart som beskrevs av Clark 1934. Podomyrma tricolor ingår i släktet Podomyrma och familjen myror. Inga underarter finns listade i Catalogue of Life.